# Haka
Haka je tradicionalni ratni poklič, ples ili izazov Maora s Novog Zelanda. Izvodi se u grupi, energičnim pokretima, stupanjem o tlo te je popraćen uzvicima. Popularizirala ga je novozelandska ragbijska reprezentacija čiji igrači izvode haku prije svake utakmice.
Haka nije isključivo ratni ples, te ga izvode i žene i djeca iz zabave, za dobrodošlicu gostima, te pri proslavama velikih rezultata ili uspjeha. Ratnu haku (peruperu) su izvorno izvodili ratnici prije bitke, naglašavajući svoju snagu i junaštvo kako bi zastrašili protivnike. Osim peruperu postoje hake whakatu waewae, tutu ngarahu, te najpoznatija Ka Mate koja je posvećena maorskom ratnom vođi Te Rauparahu.

## Mitologija
Prema maorskoj mitologiji, bog sunca Tama-nui-te-rā je imao dvije žene, ljetnu mladenku Hine-raumati, i zimsku Hine-takurua.
Hakom se slavio dolazak ljetne mladenke Hine-raumati, odnosno ljeta.